# Antonio Ferrándiz Morales
Antonio Ferrándiz Morales OFMCap (ur. 22 maja 1928 w Albaidzie, zm. 10 listopada 1998 w San Andrés) – hiszpański duchowny rzymskokatolicki, kapucyn, misjonarz, prefekt apostolski San Andrés i Providencia.

## Biografia
29 czerwca 1956 otrzymał święcenia prezbiteriatu i został kapłanem Zakonu Braci Mniejszych Kapucynów. Po święceniach wyjechał na misję do Kolumbii, gdzie pracował do końca życia, w tym przez 31 lat w prefekturze apostolskiej San Andrés i Providencia.
24 marca 1972 papież Paweł VI mianował go prefektem apostolskim San Andrés i Providenci. Urząd ten pełnił do śmierci 10 listopada 1998.